# نويمونستر
نويمونستر (بالألمانية: Neumünster) هي urban district of Germany و بلدة ألمانية تقع في ألمانيا في شليسفيغ هولشتاين.[بحاجة لمصدر]  يقدر عدد سكانها بـ 78,137 نسمة .

## المدن التوأمة
مدن كشالين، Gravesham، بارشيم و Giżycko هي مدن توأمة لـنويمونستر.

## أعلام
- ميخائيل سيمون
- هربرت هاغن
- إدوارد مولر
- جيرهارد فيسل
- جبريل زلبرشتاين
- هانس لوريتز
- يواخيم بيكاو
- ريتشارد دانيال